# イルン駅
イルン駅（バスク語: Irungo geltokia, スペイン語: Estación de Irún）はスペイン・バスク州ギプスコア県イルンに位置する鉄道駅。

## 概要
レンフェ（RENFE）100号線のP.K. 639.4、SNCFボルドー-イルン線の235.063kmにある。スペインとフランスの国境となっているビダソア川のフランス側にあるアンダイエ駅と連携して国境駅として機能する。フランス側からの標準軌間（1,435mm）の線路はこの駅で終わり、スペイン側からのイベリア軌間（1,668mm）の線路はアンダイエ駅で終わる。この駅とアンダイエ駅の間は標準軌間とイベリア軌間の両方が使われている。フランス側の電化方式は架空線直流1500V、スペイン側は架空線直流3000Vで、この駅が境界になっている。

## 歴史
1863年に北スペイン鉄道（ノルテ）がマドリードとフランス国境を結ぶことを目的として、100号線サン・セバスティアン-イルン間開通とともに駅が開業。翌年の1864年8月にビダソア川に架かる鉄道橋が完成し、フランスに直通することが可能となった。旧駅施設は国内線用と国際線用の2つの駅舎が別々にあったが、1881年に現在の駅施設に置き換えられた。
1941年にスペインの鉄道の国有化に伴いノルテは消滅し、レンフェの管轄となった。2004年末に駅施設・線路の管理はアディフに移管された。

## 駅構造

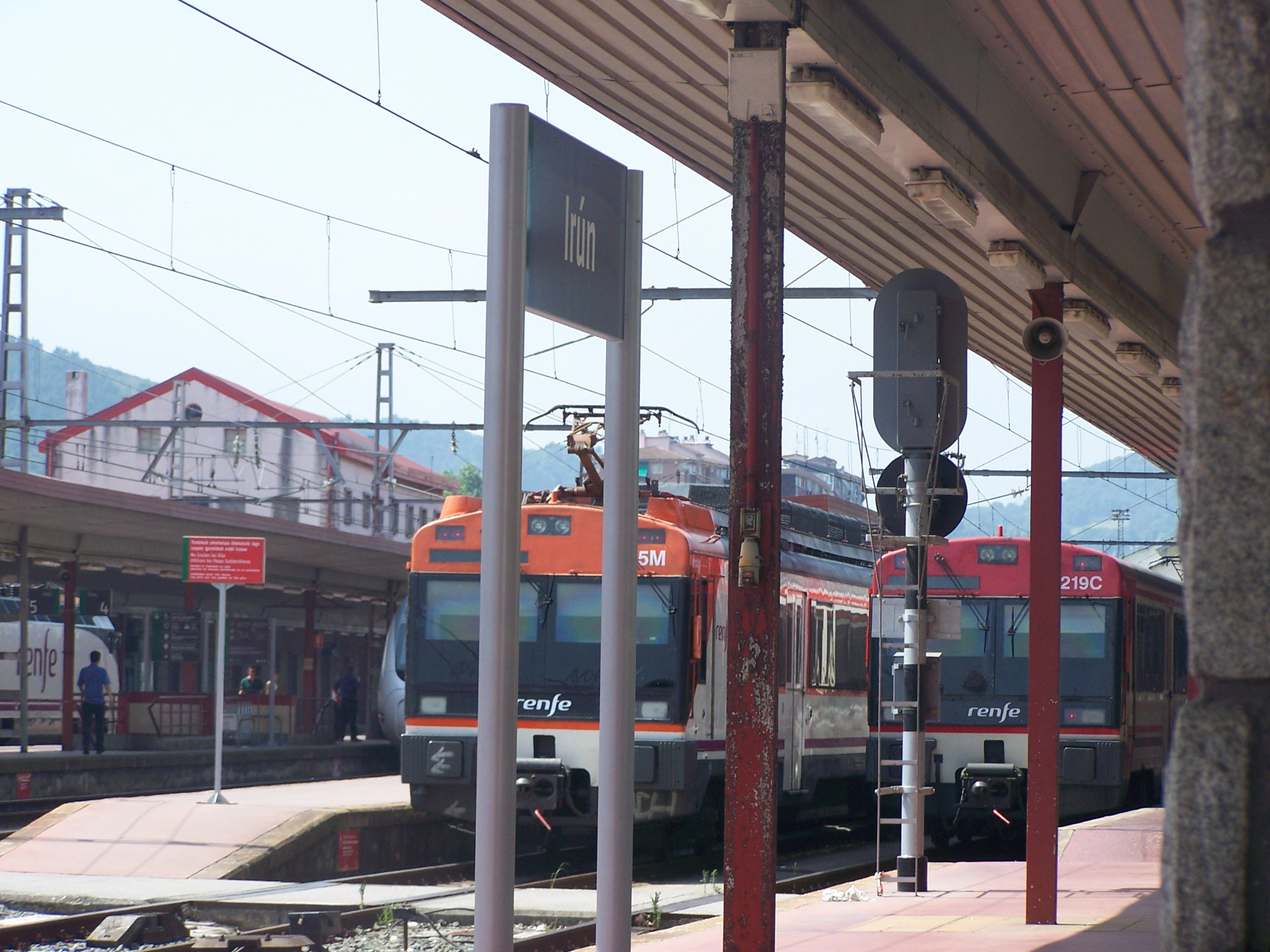
プラットホーム

## 利用状況
2018年の年間利用者数は759,358人いた。

## 駅周辺
- チャナレタ・プラザ（Txanaleta Plaza）
- アルベルト・アンゲラ・プラザ（Alberto Anguera Plaza）
- バスク鉄道イルン・コロン駅（英語版、バスク語版）

## 隣の駅
レンフェ
アルビア
サン・セバスティアン駅 - イルン駅 - アンダイエ駅
インターシティ、メディア・ディスタンシア
レゾ＝レンテリア駅 - イルン駅
セルカニアス・サン・セバスチャン
 C-1線
ベンタス・デ・イルン駅 - イルン駅